# Laupersdorf
Laupersdorf es una comuna suiza del cantón de Soleura, situada en el distrito de Thal. Limita al norte con la comuna de Mümliswil-Ramiswil, al este con Balsthal, al sur con Niederbipp (BE) y Wolfisberg (BE), y al occidente con Matzendorf.